# Antoine Avond
Antoine Avond est un homme politique français né le 9 novembre 1819 à Paulhaguet (Haute-Loire) et mort le 20 avril 1866 à Lyon (Rhône).

## Biographie
Journaliste à Paris, auteur de travaux littéraires, il est un ami intime de Théophile Gautier. Il est avocat en 1841. En février 1848, il est chef de cabinet du ministre de la justice. Il est député de la Haute-Loire de 1848 à 1849, siégeant avec les républicains modérés, partisans du général Cavaignac.

## Sources
- « Antoine Avond », dans Adolphe Robert et Gaston Cougny, Dictionnaire des parlementaires français, Edgar Bourloton, 1889-1891 [détail de l’édition]